# Manuscrit Junius
El Manuscrit Junius, abans anomenat Manuscrit de Cædmon, és un còdex medieval del segle XI, i aplega quatre poemes en anglés antic. És un dels quatre manuscrits principals de la literatura poètica anglosaxona que encara existeixen, juntament amb el Llibre d'Exeter, el Llibre de Vercelli i el Còdex Nowell. Redescobert al segle XVII per l'erudit François du Jon, es conserva a la Biblioteca Bodleian de la Universitat d'Oxford sota la referència "11 de juny".
Els quatre poemes del manuscrit s'inspiren en la Bíblia. Els tres primers, Gènesi, Èxode i Daniel, són reescriptures més o menys parcials i fidels de llibres de l'Antic Testament, mentre que el quart, Crist i Satanàs, tracta sobre episodis de l'Antic i del Nou Testament sense seguir-ne cap fil narratiu. El primer poema, Gènesi, està parcialment il·luminat.

## Noms
El nom comú del manuscrit i la seua classificació en la Biblioteca Bodleiana fan referència al primer editor, François du Jon, que signà com a Franciscus Junius en llatí. També es diu Manuscrit de Cædmon, segons una teoria abandonada que feia del poeta Cædmon l'autor del contingut.
Els poemes del manuscrit no tenen títols, com la majoria de la poesia anglesa antiga. És per simple comoditat que els editors moderns els han titulat Genesis, Exodus, Daniel i Christ and Satan.

## Descripció

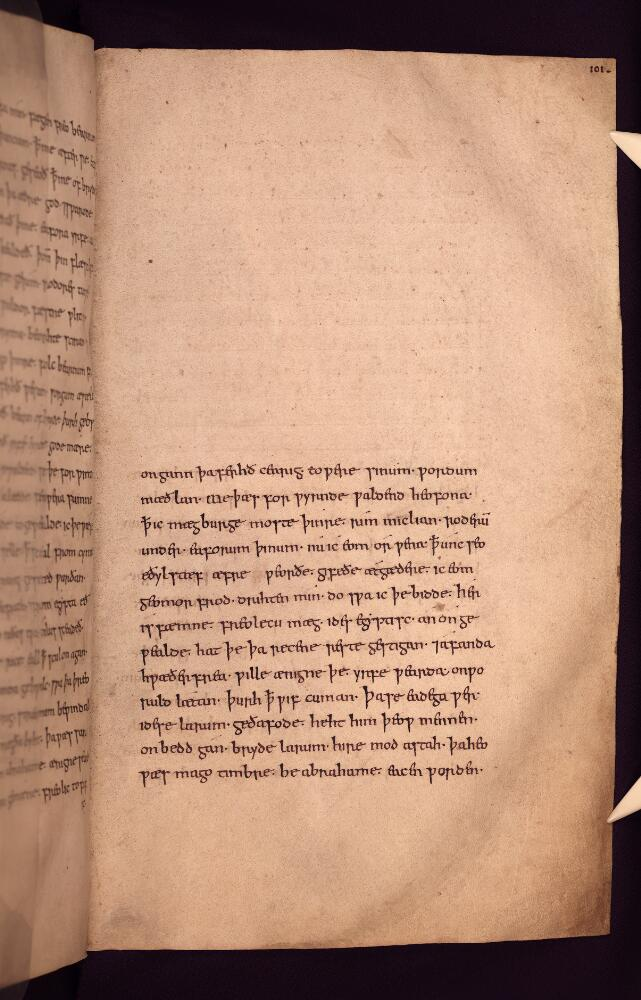
Una pàgina deixada mig en blanc per a una il·lustració mai produïda

El Manuscrit Junius consta de 116 folis de pergamí que fan uns 321 mm × 195 mm. Les primeres 212 pàgines, que corresponen als poemes Gènesis (pàgines 1 a 142), Èxode (pàgines 143 a 171) i Daniel (pàgines 173 a 212), són de la mateixa mà. Les pàgines darreres, que corresponen al poema Crist i Satanàs (pàgines 213 a 229), són d'almenys tres escribes diferents, cap dels quals és el responsable de la primera part. La menció "Finit Liber II" al final de Crist i Satanàs indica que aquest poema va constituir un"segon llibre", a diferència del "primer llibre", recollint els altres tres poemes, tot i que el final de Daniel no fa pas esment de "Finit Liber I".
La disposició dels tres primers poemes deixa espais en blanc per als dibuixos, però el treball d'il·luminació no es va concloure, i només el primer poema, Gènesi, està parcialment il·lustrat. Aquestes il·luminacions de tinta marró, que varien de mida des de mitja pàgina fins a la pàgina sencera, són obra de dos artistes diferents. El primer s'encarregà dels dibuixos d'entre les planes 1 i 71, i el segon, autor de les il·lustracions de les planes 73 a 88, fa servir tintes de colors (roig i verd). La il·lustració de la pàgina 88 és la darrera del recull, tret d'un dibuix inconclús de la plana 96, fet al segle XII; una carta al començament de l'Èxode de la plana 143, és atribuïble al primer artista; i els patrons abstractes, obra d'un tercer artista, n'apareixen a les planes 225 i 230.
El segon il·lustrador del Manuscrit Junius deu ser el mateix artista responsable de les il·luminacions d'una còpia de la Psicomaquia del poeta romà Prudenci conservada en un manuscrit (Corpus Christi College 23) al Corpus Christi College de la Universitat de Cambridge.

## Història
Es desconeix l'origen del Manuscrit Junius, en particular el lloc on s'escrigué. S'hi han proposat alguns centres monàstics, com ara Canterbury, Malmesbury i Winchester. Podria haver estat ordenat per un determinat "Ælfwine", nom present al costat d'un retrat de medalló dibuixat a la pàgina 2. Per a Israel Gollancz, fou Ælfwine de Deira qui es va convertir en abat de la New Minster, a Winchester, el 1035, mentre que Peter J. Lucas l'identifica amb un altre Ælfwine, abat de Malmesbury cap als anys 1043-1046. La compilació del manuscrit se sol datar de cap a l'any 1000 a partir d'indicacions paleogràfiques. El 2002, Leslie Lockett proposà el lapse de 960-990, basant-se en una varietat més àmplia de pistes, inclòs l'estil de les il·lustracions.
El manuscrit es va resorgir a mitjan segle XVII. Li'l donà a François du Jon vers el 1651 l'arquebisbe d'Armagh James Ussher, que potser l'hagués rebut del col·leccionista Simonds d'Ewes:[[{{{2}}}]] ([[:Simonds d'Ewes:{{{2}}}|Simonds d'Ewes]]). Du Jon es va dedicar a la primera edició del manuscrit, que aparegué a Amsterdam el 1655. Quan va morir, el 1677, llegà la seua col·lecció de llibres i manuscrits a la Universitat d'Oxford. Va arribar l'any següent a la Biblioteca Bodleiana, en què encara es conserva com a Junius 11.

## Contingut
El manuscrit se sol dividir en quatre parts:

### Gènesis

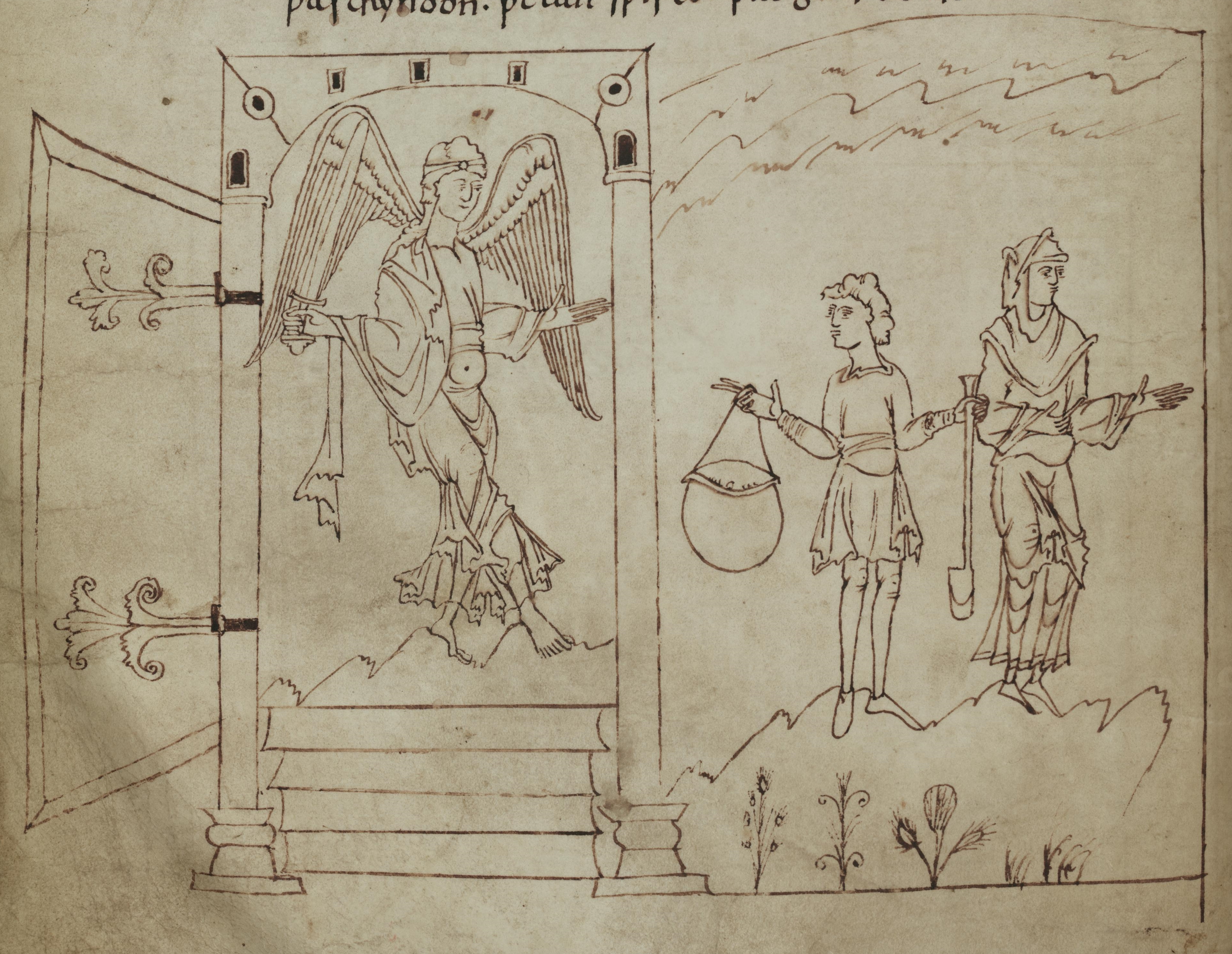
Il·lustració d'un àngel que guarda les portes del paradís (pàg. 46 del Manuscrit Junius)

El primer text del recull té 2.936 versos. En realitat es tracta de dos poemes diferents, anomenats Gènesis A i Gènesis B pels acadèmics, amb el segon inserit al mig del primer. Gènesis A (versos 1-234 i 852-2.936) és una reescriptura de la primera part del Llibre del Gènesis, des de la creació fins al sacrifici d'Isaac (Gen. 22). Se centra en temes típicament germànics com la revenja o la importància dels vincles fraterns.
Els versos 235 a 851 del text són extrets d'un altre poema, Gènesis B, que sembla introduït en el primer per omplir un buit sobre el relat de la temptació d'Eva per la Serp (Gen. 3:1-7). Els dos poemes són tractats pel compilador del manuscrit com si fossen un sol text, però tenen importants diferències d'estil. El Gènesis B es pren moltes més llibertats amb el text bíblic que no el Gènesis A respecte a la caiguda de Satanàs, i després la d'Adam i Eva. Ja l'any 1875, el filòleg alemany Eduard Sievers utilitzà el vocabulari i la mètrica d'aquest fragment per plantejar la hipòtesi que en realitat es tractava d'una traducció d'un original desconegut en saxó antic. La seua hipòtesi es confirmà el 1894, quan [[{{{2}}}]] ([[:Karl Zangemeister:{{{2}}}|Karl Zangemeister]]) va descobrir un fragment d'aquest poema antic saxó en un manuscrit (Palatinus Latinus, 1447) a la Biblioteca Vaticana.

### L'Èxode
L'Èxode, amb 590 versos amb dues llacunes, no repeteix totalment el Llibre de l'Èxode, sinó que se centra en l'Èxode d'Egipte i la travessia de la mar Roja d'una manera èpica semblant a altres poemes religiosos en anglés antic, fins i tot els no religiosos, com ara el Beowulf. També demostra un cert coneixement de l'exegesi i la litúrgia bíbliques. El poema és una al·legoria cristiana, en què el viatge dels hebreus simbolitza la vida d'un creient.
La narració principal se suspén per explicar les històries de Noé i Abraham. Aquest passatge, comparable a les digressions trobades en Beowulf, es considera una interpolació posterior per alguns editors del segle XIX, que l'anomenen Èxode B, perquè té com a model Gènesis B, però aquesta teoria s'ha bandejat.

### Daniel
Daniel té 764 versos. Es basa en els cinc primers capítols del Llibre de Daniel, en particular en l'episodi dels tres xiquets al forn (capítol 3), i ignora la resta del text bíblic. El tema principal n'és la salvació.
Igual que Gènesi, Daniel se sol dividir en dues parts, Daniel A i Daniel B. Daniel B, que ocupa les línies 279 a 408, correspon a l'oració d'Ausias (Azarias) i al cant dels tres xiquets al forn. Aquest passatge difereix molt de la resta del poema pel que fa al vocabulari i al metre, i sembla una mica desviat, ja que es col·loca després del rescat dels xiquets del forn. A més a més, té gran semblança amb Azarias, un altre poema en anglés antic que apareix al Llibre d'Exeter. Tots aquests elements suggereixen que es tracta d'una interpolació.

### Crist i Satanàs
Crist i Satanàs té 729 versos. A diferència dels tres poemes de la primera part, que s'inspiren cadascun en un llibre de l'Antic Testament, aquest presenta episodis de la lluita entre Crist i Satanàs basant-se també en el Nou Testament. La manca d'unitat narrativa ha fet alguns crítics ho consideraren com una sèrie de poemes diferents, o com un poema en tres parts:
1. La caiguda de Satanàs (c. 1-365) exposa les queixes de Satanàs i dels altres àngels caiguts.
2. La baixada a l'infern (c. 366–662), inspirada en l'Evangeli de Nicodem, presenta un relat de la Resurrecció, l'Ascensió i el Judici Final.
3. La temptació de Crist (c. 663-729) recorda l'episodi de la temptació per part de Satanàs al desert.

Les seccions es combinen amb passatges homilètics que demanen una vida justa i una preparació per al dia del judici i l'altre món.